# Melanaspis madagascariensis
Melanaspis madagascariensis är en insektsart som beskrevs av Mamet 1951. Melanaspis madagascariensis ingår i släktet Melanaspis och familjen pansarsköldlöss. Inga underarter finns listade i Catalogue of Life.